# Markiz Hertford
Markiz Hertford–brytyjski tytuł parowski kreowany w parostwie Anglii i Wielkiej Brytanii.
- Dodatkowymi tytułami markiza Hertford są:
  - markiz Hertford kreowany w 1793 r. w parostwie Wielkiej Brytanii dla Francisa Seymour-Conwaya 1. markiza Hertford
  - hrabia Yarmouth kreowany w 1793 r. w parostwie Wielkiej Brytanii jako dodatkowy tytuł Markiza Hereford
  - hrabia Hertford kreowany w 1750 r. w parostwie Wielkiej Brytanii dla Francisa Seymour-Conwaya 1. markiza Hertford
  - wicehrabia Beauchamp kreowany w 1750 r. w parostwie Wielkiej Brytanii jako dodatkowy tytuł hrabiego Hertford
  - baron Conway of Ragley kreowany w 1702 r. w parostwie Wielkiej Brytanii dla Francisa Seymour-Conwaya ojca 1. markiza Hertford
  - baron Conway of Killultagh kreowany w 1712 r. w parostwie Irlandii dla Francisa Seymour-Conwaya ojca 1. markiza Hertford
- Najstarszy syn markiza Hertford nosi tytuł hrabiego Yarmouth
- Najstarszy syn hrabiego Yarmouth nosi tytuł wicehrabiego Beauchamp
- Rodową siedzibą markizów Hertford jest Ragley Hall niedaleko Alcerster w hrabstwie Warwickshire
- Starsza gałąź rodu Seymour dzierży tytuł Księcia Somerset

Hrabiowie Hertford 1. kreacji (parostwo Anglii)
- 1135–1136: Richard de Clare – czasem błędnie podawany jako hrabia Hertford, choć tytuł został utworzony dopiero dla jego syna[1]
- 1136–1153: Gilbert de Clare
- 1153–1173: Roger de Clare
- 1173–1217: Richard de Clare

Następni hrabiowie Hertford: patrz–Hrabia Gloucester
Hrabiowie Hertford 2. kreacji (parostwo Anglii)
- 1299–1325: Ralph de Monthermer, hrabia Hertford

Hrabiowie Hertford 3. kreacji (parostwo Anglii)
- 1537–1552: Edward Seymour, 1. książę Somerset i 1. hrabia Hertford

Hrabiowie Hertford 4. kreacji (parostwo Anglii)
- 1559–1621: Edward Seymour, 1. hrabia Hertford
- 1621–1660: William Seymour, 2. hrabia Hertford

Markizowie Hertford 1. kreacji (parostwo Anglii)
- 1641–1660: William Seymour, 2. książę Somerset i 1. markiz Hertford
- 1660–1671: William Seymour, 3. książę Somerset i 2. markiz Hertford
- 1671–1675: John Seymour, 4. książę Somerset i 3. markiz Hertford

Hrabiowie Hertford 4. kreacji (cd.)
- 1675–1678: Francis Seymour, 5. książę Somerset i 6. hrabia Hertford
- 1678–1748: Charles Seymour, 6. książę Somerset i 7. hrabia Hertford
- 1748–1750: Algernon Seymour, 7. książę Somerset i 8. hrabia Hertford

Baroneci Berry Pomeroy
- Lord Edward Seymour– syn 1.księcia Somerset
- sir Edward Seymour 1.Baronet – wnuk 1.Księcia Somerset
- sir Edward Seymour 2.Baronet – syn 1. baroneta
- sir Edward Seymour 3.Baronet – syn 2. baroneta
- sir Edward Seymour 4.Baronet – syn 3. baroneta
- sir Edward Seymour-Conway, 5.Baronet – syn 4. baroneta, ojciec 8.Księcia Somerset

Baronowie Conway of Ragley
- 1702–1731: Francis Seymour-Conway, 1. Baron Conway – syn 4. baroneta
- 1731–1794: Francis Seymour-Conway, 2. Baron Conway i 1.Markiz Hertford – syn 1. barona Conway of Ragley

Markizowie Hertford 2. kreacji (parostwo Wielkiej Brytanii)
- 1793–1794: Francis Seymour-Conway, 1. markiz Hertford – syn 1. barona Conway of Ragley
- 1794–1822: Francis Ingram Seymour-Conway, 2. markiz Hertford – syn 1. markiza Hereford
- 1822–1842: Francis Charles Seymour-Conway, 3. markiz Hertford – syn 2. markiza Hereford
- 1842–1870: Richard Seymour-Conway, 4. markiz Hertford – syn 3. markiza Hereford
  - Lord Hugh Seymour-Conway– syn 1. markiza Hereford
  - sir George Seymour-Conway – wnuk 1. markiza Hereford i syn Lorda Hugh Seymour-Conwaya
- 1870–1884: Francis Hugh George Seymour, 5. markiz Hertford –prawnuk 1. markiza Hereford
- 1884–1912: Hugh de Grey Seymour, 6. markiz Hertford – syn 5. markiza Hereford
- 1912–1940: George Francis Alexander Seymour, 7. markiz Hertford – syn 6. markiza Hereford
  - lord Henry Seymour-Conway – syn 6. markiza Hereford
- 1940–1997: Hugh Edward Conway Seymour, 8. markiz Hertford – wnuk 6. markiza Hereford i syn Lorda Henry’ego Seymour-Conwaya
- 1997 –: Henry Jocelyn Seymour, 9. markiz Hertford – syn 8. markiza Hereford

Następca 9. markiza Hertford: William Francis Seymour, hrabia Yarmouth – syn 9. markiza Hereford